# Mort subite 2
Cet article concerne le film de Peter Hyams. Pour la chanson de Megadeth, voir Sudden Death.
Pour les articles homonymes, voir mort subite.
Série
Mort subite
(1995)
Pour plus de détails, voir Fiche technique et Distribution.
Mort subite 2 (Welcome to Sudden Death, littéralement « Bienvenue à la mort soudaine »)  est un film d'action américain réalisé par Dallas Jackson, sorti en 2020. Il s'agit de la suite de Mort subite (Sudden Death, 1995).

## Synopsis
Jesse Freeman (Michael Jai White), ancien officier des forces spéciales, est maintenant agent de sécurité dans une salle de basket. Mais lors d'un match très médiatisé, Jesse doit arrêter les hommes d'un commando qui ont envahi la tribune d'honneur et pris en otage tout le public, y compris ses enfants.

## Fiche technique
Sauf indication contraire, les informations mentionnées dans cette section peuvent être confirmées par la base de données cinématographiques IMDb,  présente dans la section « Liens externes ».
- Titre : Mort subite 2
- Titre original : Welcome to Sudden Death
- Réalisation : Dallas Jackson
- Scénario : Dallas Jackson et Gene Quintano
- Musique : Howard Drossin
- Direction artistique : Bruce Cook
- Costumes : Sandra Soke
- Décors : Sylvain Gingras
- Photographie : Mark Irwin
- Montage : Eric Potter	et Irit Raz
- Production : Griff Furst

Coproduction : Rhonda Baker
- Société de production : Universal 1440 Entertainment
- Pays d'origine :  États-Unis
- Langue originale : anglais
- Genres : action, drame, thriller
- Durée : 81 minutes
- Dates de sortie
  - États-Unis : 29 septembre 2020[1]
  - France : 21 octobre 2020 (VàD)[2]

## Distribution
- Michael Jai White : Jesse
- Michael Eklund : Jobe
- Sabryn Rock : Diana
- Nakai Takawira : Mara
- Lyric Justice : Ryan
- Sagine Sémajuste : Alisha
- Gary Owen : Gus
- Anthony Grant : Mili
- Kristen Harris : la maire
- Bj Verot : Delta
- Sean Skene : Zeta
- Marrese Crump : Omega
- Stephanie Sy : Psi
- Jeff Strome : Beta
- Adam Hurtig : Sigma
- Gillian White : Gemma

## Version française
- Société de doublage : Cinephase
- Direction artistique : Stanislas Forlani
- Adaptation des dialogues : Sandra Dumontier

## Production
Le 20 août 2019, on révèle qu'un remake intitulé Welcome To Sudden Death serait en production venant d'Universal 1440 Entertainment et de Netflix, dont la sortie est originellement prévue pour juin 2020. Même date, Michael Jai White et Gary Owen sont engagés dans une version comique.
Le 26 mai 2020, on annonce que le film sort le 29 septembre 2020 aux États-Unis